# Czarna Buchta
Czarna Buchta – wieś w Polsce  położona w województwie podlaskim, w powiecie sejneńskim, w gminie Krasnopol. Leży nad jeziorem Gremzdel
| SIMC    | Nazwa       | Rodzaj    |
| ------- | ----------- | --------- |
| 0760700 | Jegleniszki | część wsi |
| 0760716 | Nadpawłówka | część wsi |
| 0760722 | Pojezierze  | część wsi |

W latach 1975–1998 miejscowość administracyjnie należała do województwa suwalskiego.